# 胡安·贝拉斯克斯·特拉科特辛
胡安·贝拉斯克斯·特拉科特辛（Juan Velázquez Tlacotzin）是阿兹特克帝国特诺奇蒂特兰宰相，在阿兹特克帝国存续末期得以掌管政权，亡国之后自1525年至1526年短暂担任了帝国的傀儡皇帝（特拉托阿尼）。

## 生平
特拉科特辛是阿兹特克帝国宰相特拉卡埃莱尔之孙，在蒙特苏马二世和夸烏特莫克统治时期担任宰相。
特拉科特辛在西班牙入侵时期被俘，尔后与皇帝夸烏特莫克一同遭埃尔南·科尔特斯严刑拷问皇家的黄金宝藏之事。
夸烏特莫克遭处决后，他被西班牙人扶植为新任特拉托阿尼。他被科尔特斯威胁改着西班牙式装束，且得到了宝剑和白马坐骑的奖赏。他还受洗皈依基督教，取教名胡安·贝拉斯克斯。
他随后随科尔特斯一同远征，但在1526年出征途中，于今墨西哥瓦哈卡州西北部一带死亡。他的儿子莫特尔奇乌随即被科尔特斯立为新任傀儡皇帝。